# ساليف كايتا
ساليف كايتا (بالفرنسية: Salif Keïta)‏ (19 أكتوبر 1975 بداكار في السنغال - ) هو لاعب كرة قدم بلجيكي وسنغالي في مركز الهجوم. شارك مع منتخب السنغال لكرة القدم. أما مع النوادي، فقد لعب مع أولمبياكوس نيقوسيا وبيرسخوت إيه سي وروت فايس أوبرهاوزن ونادي اتحاد دوانس ونادي جينك ونادي كورتريك وهانوفر 96 ويونيون برلين ونادي كوبلنتس وS.F.K. Pierikos (football) ‏ وAPEP FC ‏ وRoyal Cappellen F.C. ‏.

## روابط خارجية
- ساليف كايتا على موقع قاعدة بيانات كرة القدم.إي يو (الإنجليزية)
- ساليف كايتا على موقع ناشيونال فوتبول تيمز (الإنجليزية)